# Перлівець Евномія
Перлівець Евномія (Boloria eunomia) — вид денних метеликів родини сонцевиків (Nymphalidae).

## Назва
Вид названо на честь персонажа грецької міфології Евномії — дочки Зевса та Феміди, богині закону та порядку.

## Поширення
Вид поширений спорадично у помірному поясі Європи, Північної Азії та Північної Америки. В Європі ареал виду зосереджений переважно у Північній Європі (Скандинавія, Балтійські країни). В інших регіонах Європи вид приурочений до заболочених соснових та змішаних лісів, або сфагнових (в тому числі верхових) боліт.
В Україні рідкісний, локальний вид. Трапляється у лісовій, лісостеповій зоні та Карпатах.

## Опис
Розмах крил — 32-38 мм. Крила помаранчевого забарвлення з чорними плямами і смужками. Вдовж краю крил лежить ряд незграбних чорних лунок. Жилки чорні. Низ крил строкатий з помаранчевих, білих, чорних плям і смужок.

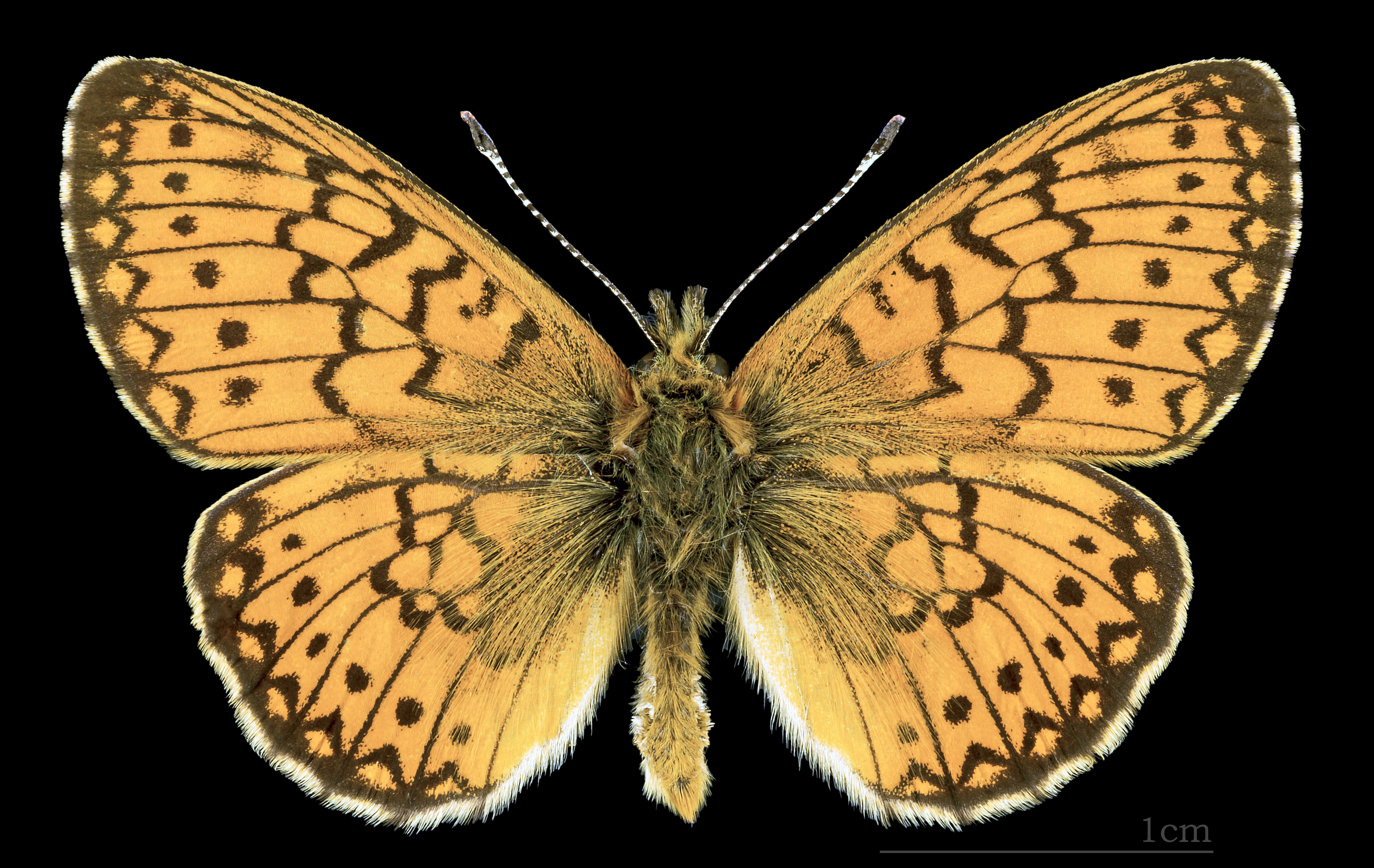
Дорсальна сторона
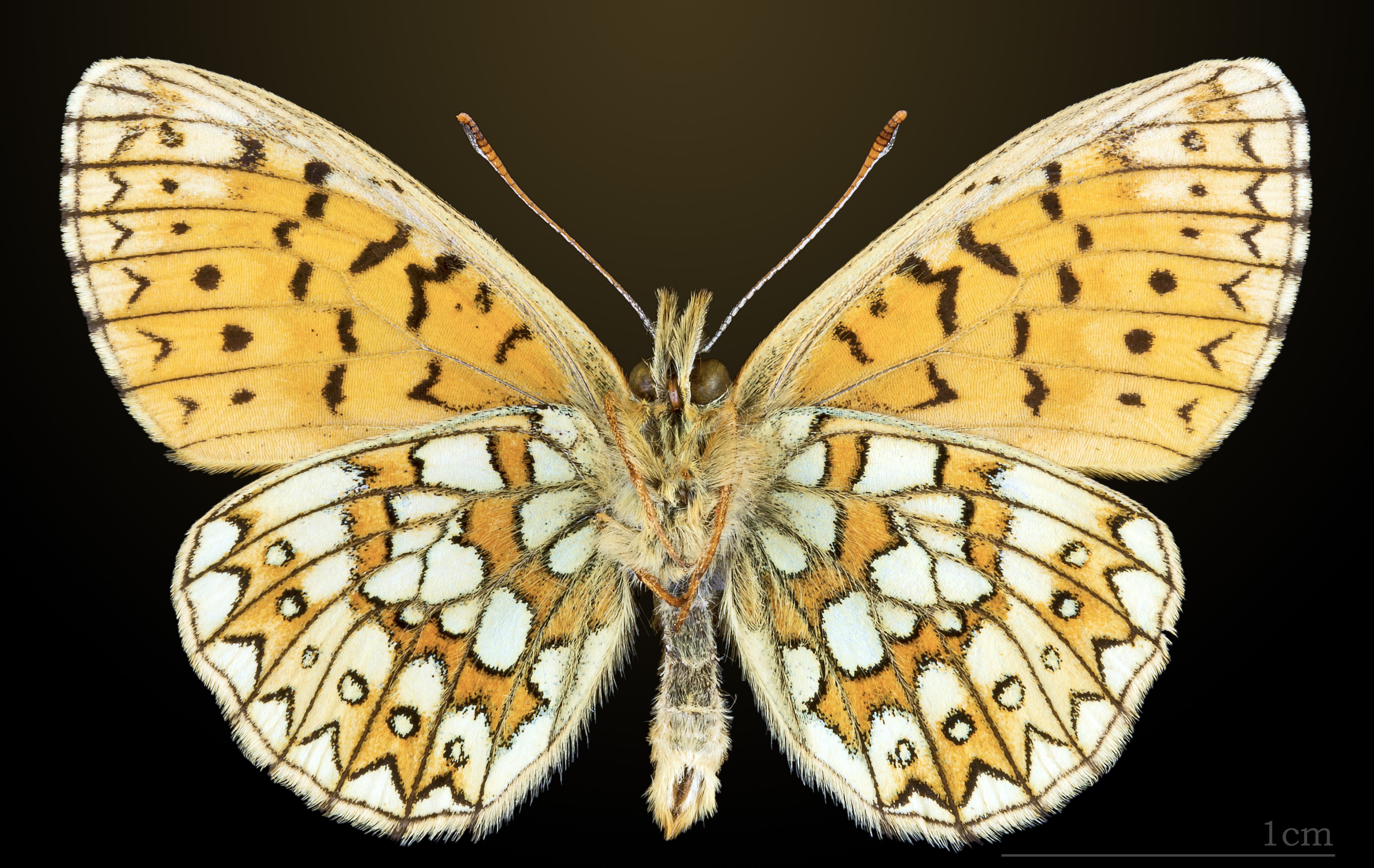
Вентральна сторона

## Спосіб життя
Живуть у вологих лісах та луках. Метелики літають з кінця травня по кінець червня. Гусінь спостерігається з липня. Живиться на фіалках (Viola odorata, Viola palustris), гірчаку зміїному, чорниці, лохині, журавлині. Зимує гусениця. Оляльковується у травні.